# Линейный (Кемеровская область)
Линейный — посёлок в Юргинском районе Кемеровской области. Входит в состав Арлюкского сельского поселения.

## История
В 1967 г. указом президиума ВС РСФСР поселок отделения № 1 совхоза «Арлюкский» переименован в Линейный.

## Население
| 2010 |
| ---- |
| 369  |